# Nachal Šikmona
Nachal Šikmona (hebrejsky: נחל שקמונה) je krátké vádí v severním Izraeli, v pohoří Karmel.
Začíná v nadmořské výšce přes 150 metrů nad mořem, v západní části města Haifa, na návrší zastavěném haifskou čtvrtí Ramat Ša'ul. Odtud vádí směřuje k západu, přičemž prudce klesá směrem k pobřeží Středozemního moře. Bezprostřední okolí toku je zalesněno, ovšem lemováno souvislou zástavbou města Haifa, zejména čtvrtěmi Kirjat Šprincak a Ejn ha-Jam. Na jejím západním okraji pak je vádí svedeno do umělých vodotečí, podchází těleso železniční trati, dálnice číslo 4 a zaústěno do moře poblíž pahorku Tel Šikmona.